# Delegação de Delta na Assembleia Nacional da Nigéria
A delegação do estado de Delta na Assembleia Nacional da Nigéria compreende três representantes eleitos para o Senado da Nigéria que representam as regiões do Delta Central, Delta do Norte e Delta do Sul, além de dez deputados para a Câmara dos Representantes que representam os distritos eleitorais de Ethiope, Ughelli Norte/Sul, Ndokwa/Ukwani, Opke/Sapele/Uvwie, Isoco Setentrional/Meridional, Burutu, Warri, Ika, Aniocha Norte/Sul e Bomadi/Patani.

## Quarta República (1999–presente)

### 4ª Legislatura (1999–2003)
|           |                               |         |                               |           |          |
| Cargo     | Nome                          | Partido | Distrito Eleitoral            | Mandato   | Situação |
|           |                               |         |                               |           |          |
| Senadores | Brume Fred Aghogho            | PDP     | Delta Central                 | 1999–2003 | Eleito   |
| Senadores | Osakwe Patrick                | PDP     | Delta do Norte                | 1999–2003 | Eleito   |
| Senadores | Omu Stella                    | PDP     | Delta do Sul                  | 1999–2003 | Eleito   |
|           |                               |         |                               |           |          |
| Deputados | Agoda John Halim Ochuko       | ANPP    | Ethiope                       | 1999–2003 | Eleito   |
| Deputados | Aguariavwodo Emmanuel Edesiri | ANPP    | Ughelli Norte/Sul             | 1999–2003 | Eleito   |
| Deputados | Almona-Isei Mercy             | PDP     | Ndokwa/Ukwani                 | 1999–2003 | Eleita   |
| Deputados | Gabriel Dumi                  | PDP     | Opke/Sapele/Uvwie             | 1999–2003 | Eleito   |
| Deputados | Efekodha Anthony Onomuefe     | PDP     | Isoco Setentrional/Meridional | 1999–2003 | Eleito   |
| Deputados | Emibra Agbeotu Efiriaendi     | ANPP    | Burutu                        | 1999–2003 | Eleito   |
| Deputados | Harriman Temi                 | ANPP    | Warri                         | 1999–2003 | Eleito   |
| Deputados | Irabor Nduka                  | PDP     | Ika                           | 1999–2003 | Eleito   |
| Deputados | Nwoko Ned Munir               | PDP     | Aniocha Norte/Sul             | 1999–2003 | Eleito   |
| Deputados | Nicholas Ebomo Mutu           | PDP     | Bomadi/Patani                 | 1999–2003 | Eleito   |

### 9ª Legislatura (2019–2023)
|           |                          |         |                               |           |          |
| Cargo     | Nome                     | Partido | Distrito Eleitoral            | Mandato   | Situação |
|           |                          |         |                               |           |          |
| Senadores | Ovie Omo-Agege           | APC     | Delta Central                 | 2019–2023 | Reeleito |
| Senadores | Peter Onyeluka Nwaoboshi | APC     | Delta do Norte                | 2019–2023 | Reeleito |
| Senadores | James Manager            | PDP     | Delta do Sul                  | 2019–2023 | Reeleito |
|           |                          |         |                               |           |          |
| Deputados | Ben Rollands Igbakpa     | PDP     | Ethiope                       | 2019–2023 | Eleito   |
| Deputados | Francis Waive            | APC     | Ughelli Norte/Sul             | 2019–2023 | Eleita   |
| Deputados | Ossai Nicholas Ossai     | PDP     | Ndokwa/Ukwani                 | 2019–2023 | Reeleito |
| Deputados | Oberuakpefe Anthony Afe  | PDP     | Opke/Sapele/Uvwie             | 2019–2023 | Eleito   |
| Deputados | Leo Ogor                 | PDP     | Isoco Setentrional/Meridional | 2019–2023 | Reeleito |
| Deputados | Nicholas Mutu            | PDP     | Burutu                        | 2019–2023 | Reeleito |
| Deputados | Thomas Ereyitomi         | PDP     | Warri                         | 2019–2023 | Eleito   |
| Deputados | Victor Nwokolo           | PDP     | Ika                           | 2019–2023 | Reeleito |
| Deputados | Ndudi Elumelu            | PDP     | Aniocha Norte/Sul             | 2019–2023 | Reeleito |
| Deputados | Nicholas Ebomo Mutu      | PDP     | Bomadi/Patani                 | 2019–2023 | Reeleito |